# Maliattha comes
Maliattha comes là một loài bướm đêm trong họ Noctuidae.